# Dysomma brevirostre
Dysomma brevirostre is een straalvinnige vissensoort uit de familie van kuilalen (Synaphobranchidae). De wetenschappelijke naam van de soort is voor het eerst geldig gepubliceerd in 1887 door Facciolà.